# Pewaukee (Village)
Pewaukee ist eine Gemeinde (mit dem Status „Village“) im Waukesha County im US-amerikanischen Bundesstaat Wisconsin. Im Jahr 2010 hatte Pewaukee 8166 Einwohner. Bis 2013 erhöhte sich die Einwohnerzahl auf 8215.
Die Gemeinde Pewaukee ist Bestandteil der Metropolregion Milwaukee.

## Geografie
Pewaukee liegt im westlichen Vorortbereich der Stadt Milwaukee am Pewaukee Lake und etwa 35 km westlich des Michigansees.
Die geografischen Koordinaten von Pewaukee sind 43°05′09″ nördlicher Breite und 88°15′40″ westlicher Länge. Das Gemeindegebiet erstreckt sich über eine Fläche von 11,73 km², die sich auf 10,70 km² Land- und 1,03 km² Wasserfläche verteilen.
Das Stadtzentrum von Milwaukee liegt 33 km östlich. Die Gemeinde Pewaukee wird fast völlig vom Stadtgebiet der City of Pewaukee umschlossen. Weitere Nachbarorte sind Sussex (9,1 km nordnordöstlich), Menomonee Falls (20 km nordöstlich), Butler (17 km ostnordöstlich), Brookfield (15,1 km ostsüdöstlich), Waukesha (11,4 km südsüdöstlich), Wales (16,8 km südwestlich), Delafield (16 km westsüdwestlich), Hartland (9 km westnordwestlich) und Merton (10,1 km nordwestlich).
Die neben Milwaukee nächstgelegenen weiteren Großstädte sind Green Bay (180 km nördlich), Wisconsins Hauptstadt Madison (99,8 km westlich), Rockford im benachbarten Bundesstaat Illinois (139 km südwestlich) und Chicago in Illinois (175 km südsüdöstlich).

## Verkehr
Die Interstate 94, die kürzeste Verbindung von Milwaukee nach Madison, verläuft in Ost-West-Richtung südlich von Pewaukee. Von dieser zweigt der vierspurig ausgebaute Wisconsin State Highway 16 in nördlicher Richtung ab und verläuft als Hauptstraße durch das Gemeindegebiet von Pewaukee. Daneben treffen in Pewaukee noch die Wisconsin State Highways 164 und 190 zusammen. Alle weiteren Straßen in Pewaukee sind untergeordnete Landstraßen, unbefestigte Fahrwege oder innerörtliche Verbindungsstraßen.
Durch das Gemeindegebiet von Pewaukee führt in West-Ost-Richtung eine Eisenbahnlinie für den Frachtverkehr der Canadian Pacific Railway (CPR).
Mit dem Waukesha County Airport befindet sich 9,8 km südsüdwestlich von Pewaukee ein kleiner Flugplatz. Der nächste Verkehrsflughafen ist der 43 km ostsüdöstlich gelegene Milwaukee Mitchell International Airport von Milwaukee.

## Bevölkerung
Nach der Volkszählung im Jahr 2010 lebten in Pewaukee 8166 Menschen in 3903 Haushalten. Die Bevölkerungsdichte betrug 763,2 Einwohner pro Quadratkilometer. In den 3903 Haushalten lebten statistisch je 2,08 Personen.
Ethnisch betrachtet setzte sich die Bevölkerung zusammen aus 92,4 Prozent Weißen, 1,1 Prozent Afroamerikanern, 0,2 Prozent amerikanischen Ureinwohnern, 3,9 Prozent Asiaten, 0,1 Prozent Polynesiern sowie 1,1 Prozent aus anderen ethnischen Gruppen; 1,2 Prozent stammten von zwei oder mehr Ethnien ab. Unabhängig von der ethnischen Zugehörigkeit waren 3,5 Prozent der Bevölkerung spanischer oder lateinamerikanischer Abstammung.
20,8 Prozent der Bevölkerung waren unter 18 Jahre alt, 62,8 Prozent waren zwischen 18 und 64 und 16,4 Prozent waren 65 Jahre oder älter. 52,9 Prozent der Bevölkerung waren weiblich.
Das mittlere jährliche Einkommen eines Haushalts lag bei 63.544 USD. Das Pro-Kopf-Einkommen betrug 35.926 USD. 6,9 Prozent der Einwohner lebten unterhalb der Armutsgrenze.